# St. Vitus (Karbach)

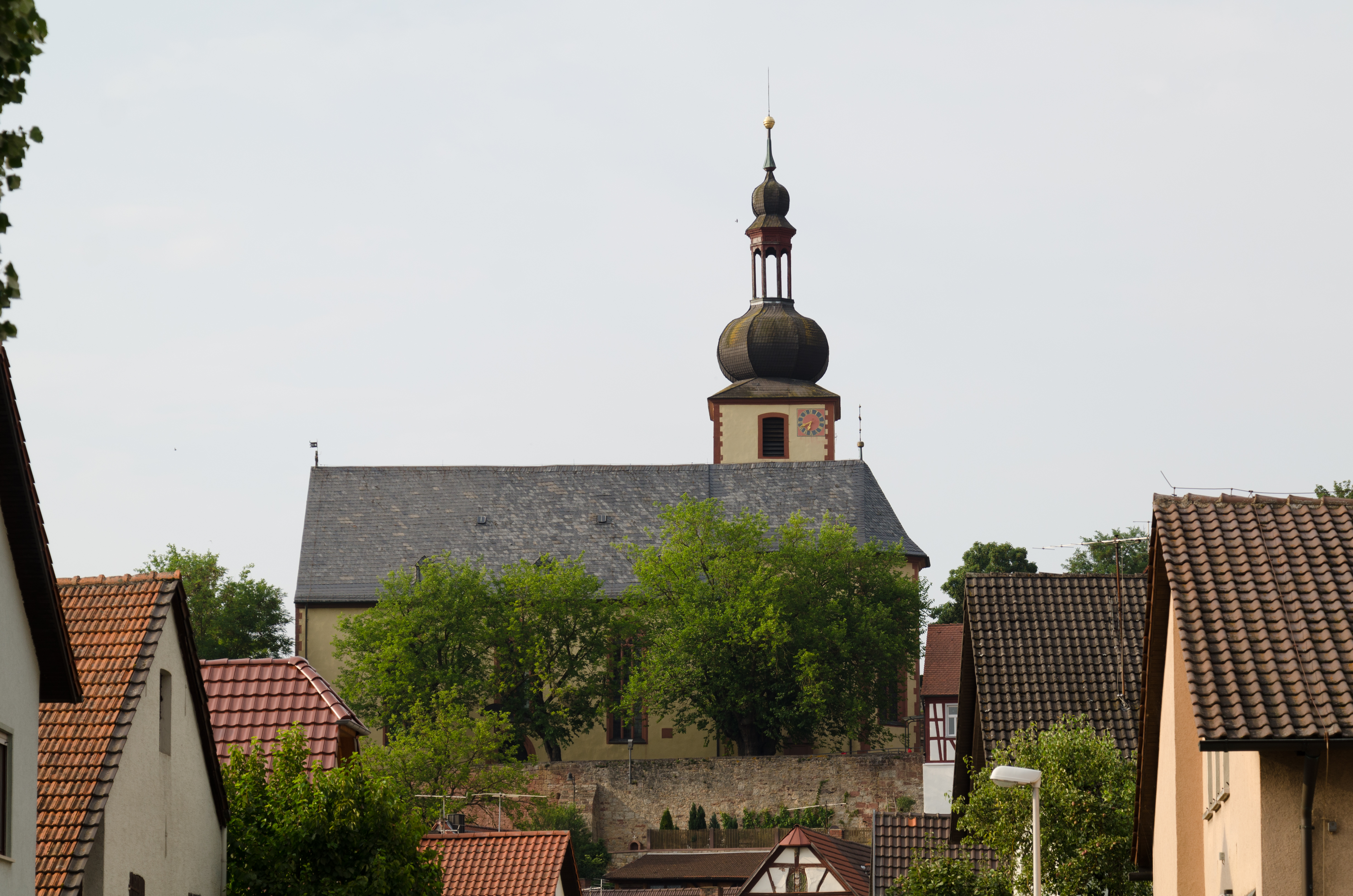
St. Vitus (Karbach)

Die römisch-katholische Pfarrkirche St. Vitus steht in Karbach, einem Markt im unterfränkischen Landkreis Main-Spessart in Bayern. Das denkmalgeschützte Bauwerk hat einen Turmunterbau aus dem 12./13. Jahrhundert. Die Pfarrei gehört zur Pfarreiengemeinschaft Maria-Patronin von Franken (Urspringen) im Dekanat Main-Spessart des Bistums Würzburg.

## Beschreibung

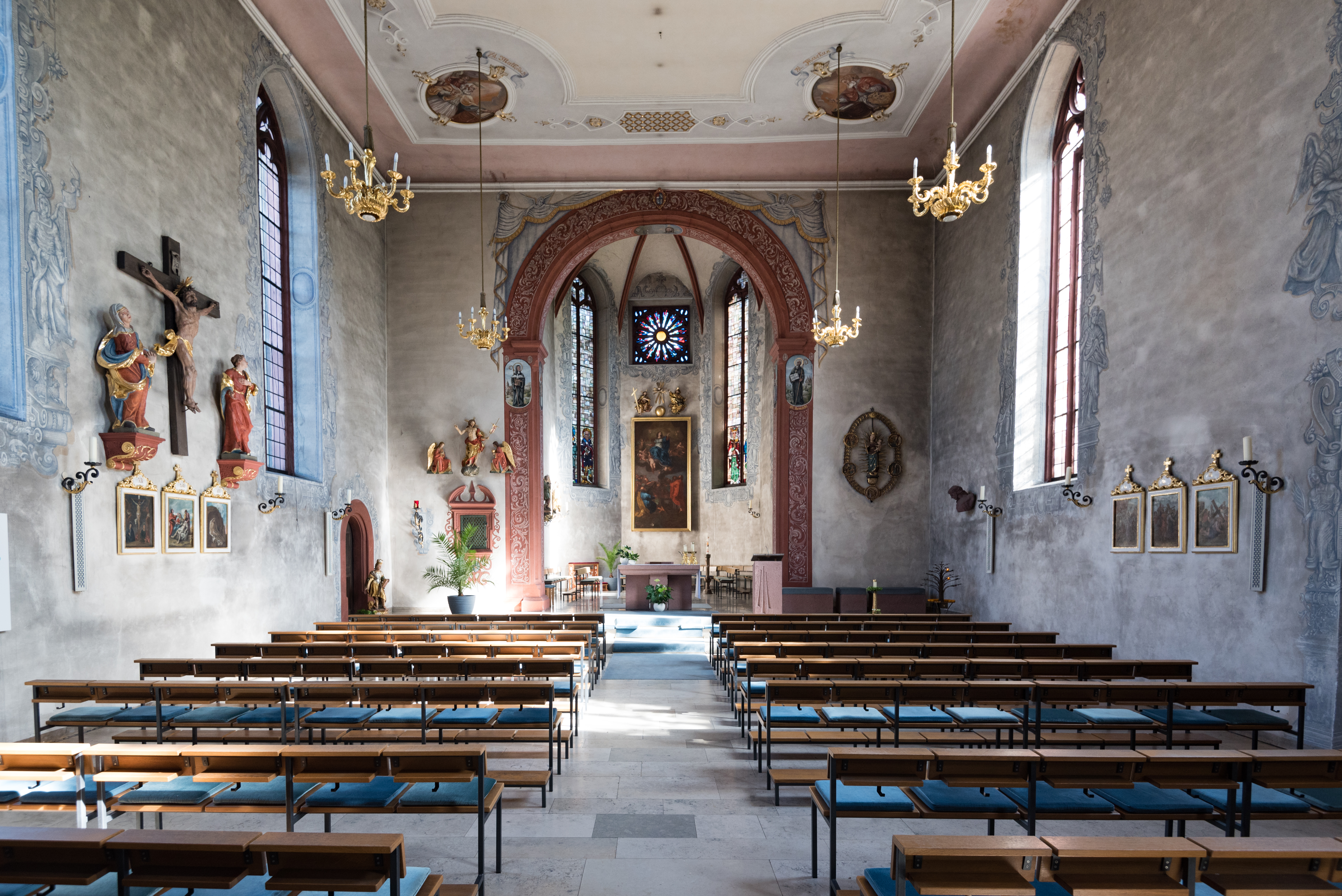
Langhaus mit Blick zum Altar

Die Saalkirche besteht aus einem Langhaus und einem eingezogenen, dreiseitig geschlossenen Chor im Osten, die von 1612 bid 1614 erbaut wurden, und einem Chorflankenturm im Norden des Chors, dessen untere Geschosse aus dem 12./13. Jahrhundert stammen und der in der zweiten Hälfte des 15. Jahrhunderts erstmals aufgestockt wurde. Sein oberstes Geschoss, das die Turmuhr und den Glockenstuhl beherbergt, und die Welsche Haube erhielt er erst 1779. In der zweiten Hälfte des 19. Jahrhunderts wurde im Westen des Langhauses für das Vestibül ein neugotischer Anbau mit einem Staffelgiebel errichtet. 
Die Orgel mit 18 Registern, zwei Manualen und einem Pedal wurde 1935 von der Johannes Klais Orgelbau errichtet.